# Rambler Classic
La Classic è un'autovettura mid-size prodotta dalla American Motors Corporation (AMC) dal 1961 al 1966. La Classic ha preso il posto sia della Rambler Six che della Rambler Rebel V-8, che furono ritirate dal mercato nel 1960.
Introdotta inizialmente solo in versione berlina due e quattro porte e familiare quattro porte, nel 1964 fu aggiunta alla gamma la versione hardtop due porte mentre nel 1965 venne lanciata sui mercati la cabriolet due porte.
Durante gli anni in cui fu prodotta, la Classic fu il modello più venduto delle case automobilistiche indipendenti, cioè non appartenenti al Big Three. Il modello aveva il motore montato anteriormente e la trazione posteriore. Negli Stati Uniti fu assemblata a Kenosha nel Wisconsin, mentre in Canada venne prodotta a Brampton. Il modello fu anche prodotto in altri Paesi. 

## La prima serie: 1961–1962

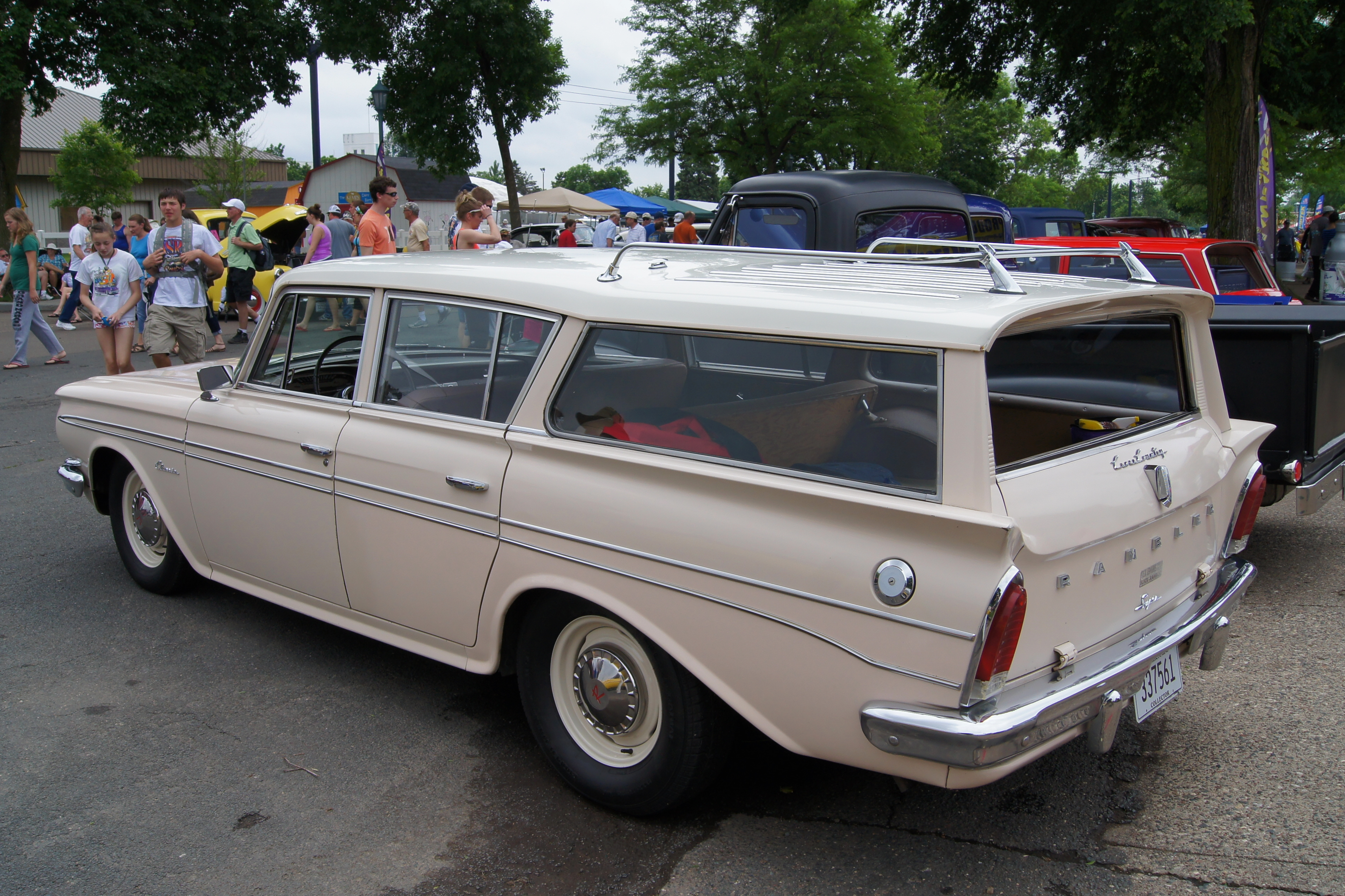
Rambler Classic familiare del 1961

Le Rambler erano disponibili in due versioni differenti che erano caratterizzate da dimensioni diverse. Nel 1961 quella con dimensioni maggiori venne denominata "Classic" per distinguerla dalla più piccola Rambler American. La Classic fu disegnata da Edmund E. Anderson ed era disponibile negli allestimenti  Deluxe, Super e Custom. Il modello venne introdotto con due motorizzazioni: un motore a sei cilindri in linea da 3,2 L di cilindrata e un V8 da 4,1 L (quest'ultimo fu offerto solo nel 1963). Venne anche offerta una versione del primo propulsore citato che era dotato di una testata in alluminio e che fu disponibile sugli allestimenti Deluxe e Super.

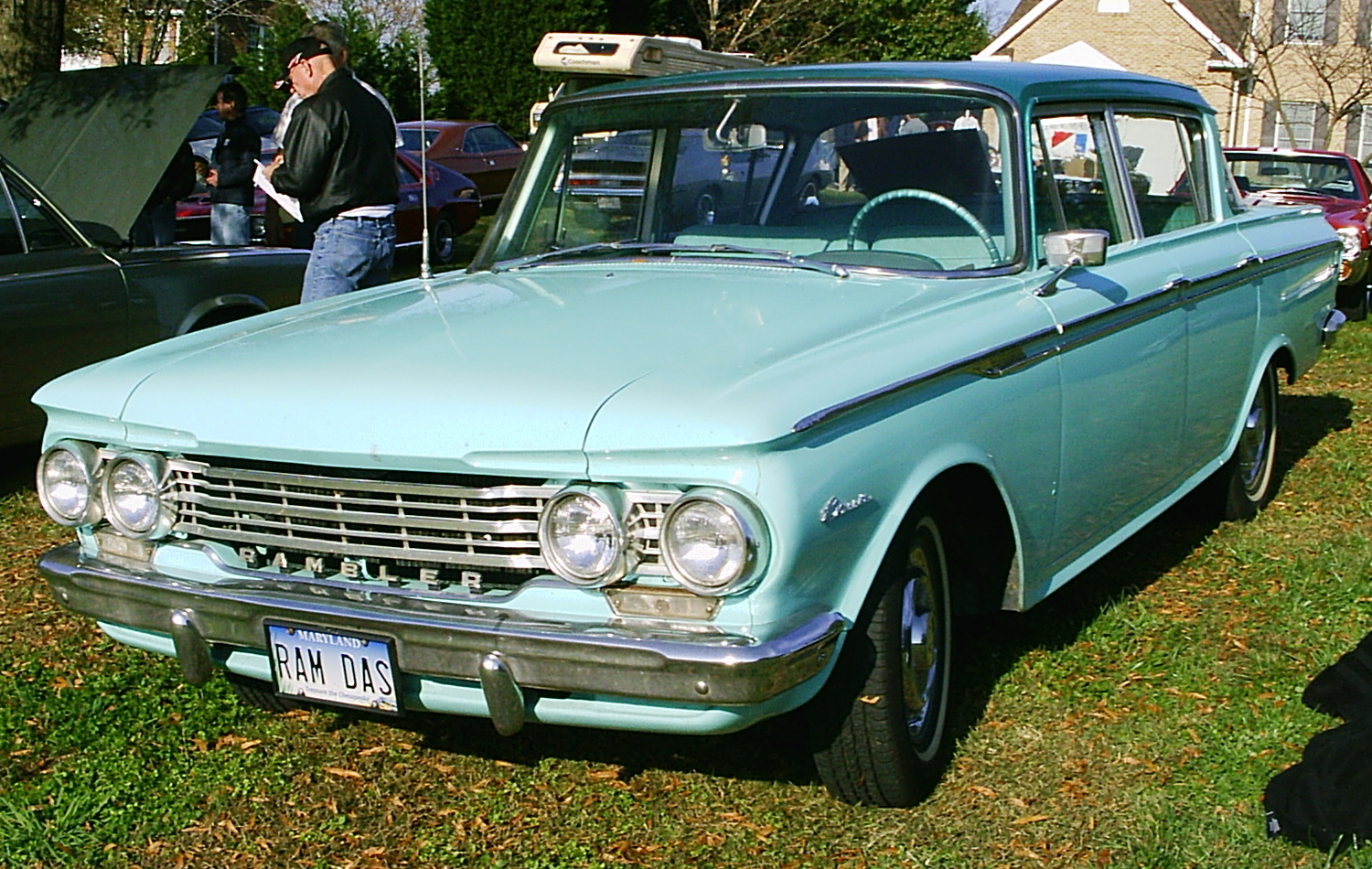
Rambler Classic del 1962

Nel 1962 l'allestimento Super fu eliminato dai listini e sostituito dall'allestimento 400. Sempre nel 1962, la AMC Ambassador fu accorciata alla stessa misura di passo della Classic. Allo stesso tempo il motore V8 fu tolto dal mercato. Ciò significa che la Ambassador fu il solo modello della gamma AMC ad avere installato un motore V8. Solo nell'anno in oggetto fu offerta la versione coupé due porte. La calandra fu modificata nel 1962 mantenendo però la scritta "Rambler" al centro della griglia. La parte posteriore fu dotata di nuovi fanali che si differenziavano da quelli precedenti per via della forma. I primi erano infatti rotondi, mentre i secondi erano squadrati.
All'inizio del 1962 la AMC assunse un ruolo di leadership nella commercializzazione dei sistemi frenanti con l'introduzione su tutte le Rambler di un doppio circuito idraulico; quest'ultimo, venne offerto però solo su pochi esemplari. Le Classic continuarono a utilizzare un cambio automatico che possedeva un bottone montato sulla sinistra del cruscotto, mentre il motore a sei cilindri con monoblocco in ghisa era standard sulle versioni Deluxe e Custom. La sua versione in alluminio era invece opzionale. L'allestimento 400 ebbe invece in dotazione di serie il monoblocco in alluminio, mentre quello in ghisa era tra le opzioni gratuite. Nel 1962 fu anche abbassato il prezzo della vettura. Come conseguenza di ciò, ci fu un aumento delle vendite de l modello. 

## La seconda serie: 1963–1964

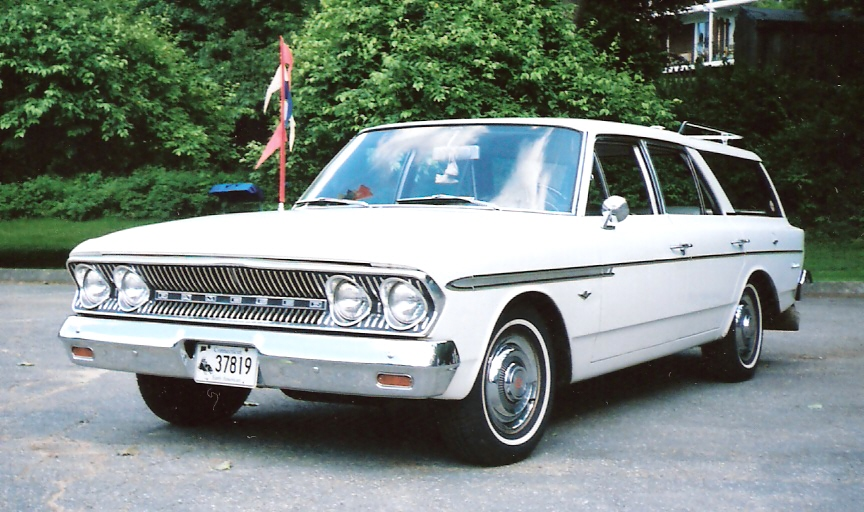
Rambler Classic familiare del 1963

Nel 1963 la Rambler Classic fu completamente riprogettata con la modifica anche della linea della carrozzeria. I due modelli AMC più grandi (ovvero la Classic e la Ambassador) condividevano il passo e alcuni componenti del corpo vettura: infatti, solo alcuni dettagli nell'allestimento e il tipo di equipaggiamento offerto di serie distinguevano i due modelli. Gli allestimenti offerti, che sostituirono i precedenti Deluxe, Custom e 400, erano il 550, il 660 ed il 770.  Questa nuova serie di Classic era dotata di numerose novità ingegneristiche.  Come cambio offerto di serie era offerta una trasmissione manuale a tre rapporti. Come nel 1962, la Classic del 1963 fu inizialmente offerta solo con un motore a sei cilindri in linea da 3,2 L, mentre la Ambassador era dotata di un V8 da 5,4 L. A metà del 1963 furono introdotti due nuovi motori V8 da 4,7 L e 5,4 L. Il motore da 4,7 L era opzionale, erogava 198 CV, ed era associato a una trasmissione automatica "Flash-O-Matic" anch'essa opzionale.

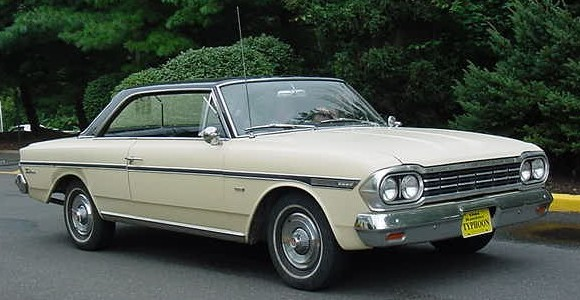
Rambler Classic Hardtop del 1964

Nel 1964 la Classic fu modificata esteriormente. Inoltre, le Classic con sedili singoli e motore V8 potevano essere ordinate con cambio automatico "Shift-Command" a tre marce che era montato sulla consolle centrale e che poteva funzionare anche manualmente. Nello stesso anno fu aggiunta - per l'allestimento 770 - la versione hard-top due porte, che fu chiamata 770-H. Quest'ultima era dotata di sedili reclinabili.
Nell'aprile del 1964 fu anche introdotta la versione sportiva "Typhoon". Possedeva una carrozzeria hard-top due porte e un motore a sei cilindri in linea da 3,8 L e 145 CV che aveva un rapporto di compressione di 8.5:1. Essendo un modello speciale, venne prodotto in soli 2.520 esemplari.
Sempre nel 1964 venne presentata la Rambler Cheyenne. Questa show car non entrò però mai in produzione di serie. 

## La terza serie: 1965–1966

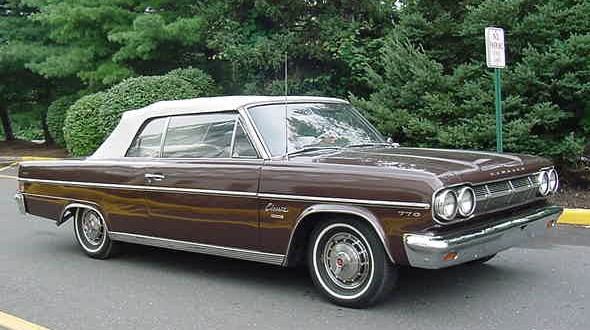
Rambler Classic cabriolet del 1965

Nel 1965 la Classic fu oggetto di un restyling che coinvolse principalmente la linea e marginalmente la meccanica. Le forme della carrozzeria furono squadrate e venne modificata la struttura dell'abitacolo. Inoltre, la vettura fu accorciata. Nell'occasione, venne aggiunta – per l'allestimento 770 - la versione cabriolet. La versione berlina due porte appartenente allo stesso allestimento fu invece tolta dall'offerta.
Nel 1965 venne ritirato dall'offerta il sei cilindri in linea da 3,2 L. Nel contempo, furono introdotti due motori dalla medesima disposizione ma aventi una cilindrata di 3,8 L e 4,2 L. L'allestimento 550 fu dotato della versione da 128 CV del motore da 3,8 L, mentre gli allestimenti 660 e 770 ebbero in dotazione la sua versione da 145 CV. Tra le opzioni erano offerti la versione da 155 CV del motore da 4,2 L, quella da 198 CV del propulsore da 4,7 L e ancora il V8 da 5,4 L. I cambi disponibili erano due trasmissioni manuali da tre e quattro rapporti (quella a tre era anche offerta con overdrive, mentre quella a quattro fu in listino nel 1966). Inoltre, era compresa nell'offerta una trasmissione automatica a tre rapporti che poteva anche avere installato il comando sul cruscotto.

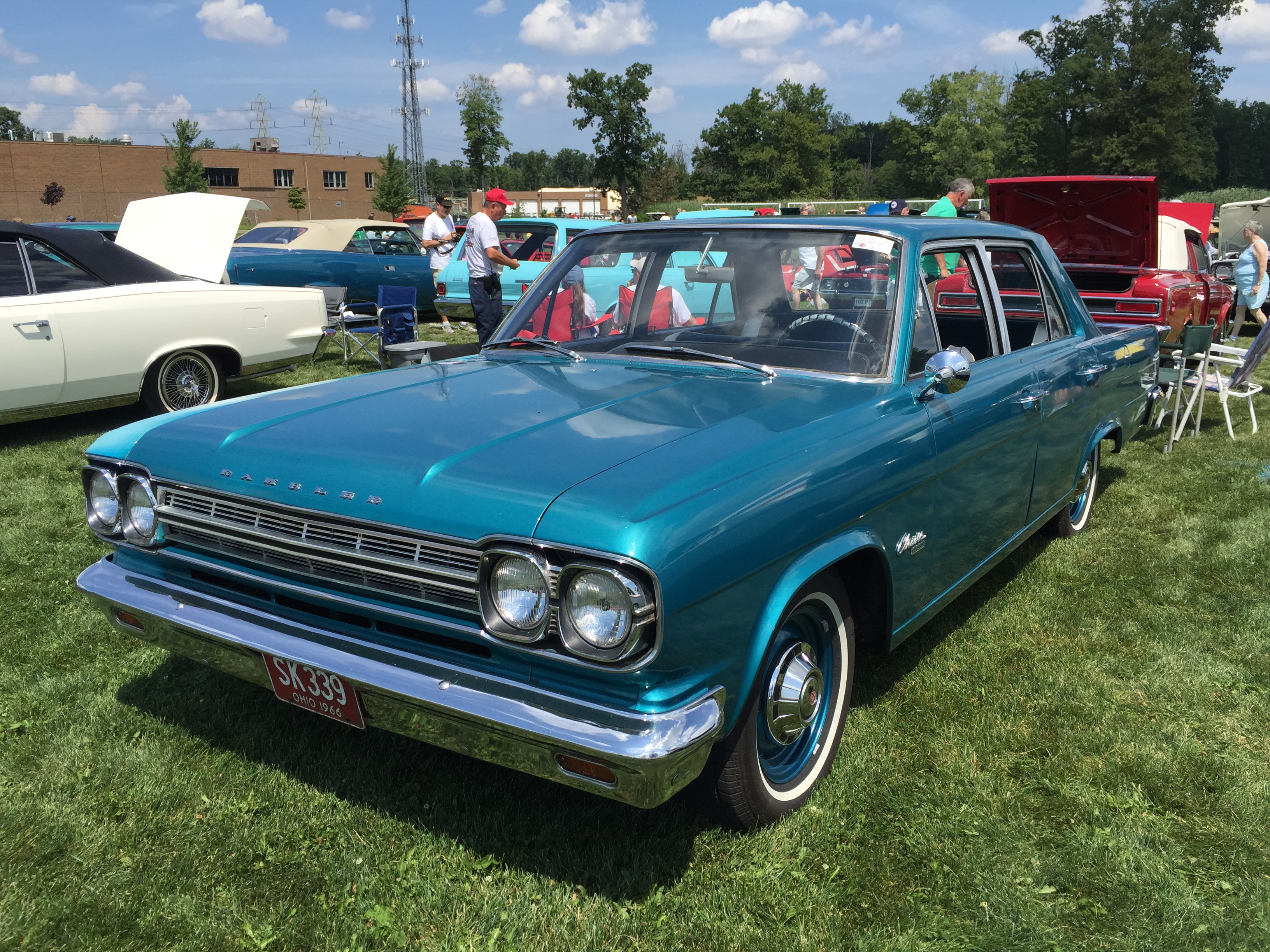
Rambler Classic del 1966

Nel 1966 la vettura fu oggetto di un restyling che comportò modifiche minori. Nell'occasione furono però aggiunti molti dispositivi di sicurezza come il cruscotto imbottito, lo specchietto retrovisore lato passeggero e le cinture di sicurezza per i sedili anteriori e posteriori. L'allestimento 660, che si posizionava alla metà della gamma, fu tolto di produzione. In questo modo, gli allestimenti 550 e 770 furono gli unici a essere in listino. Furono disponibili per la prima volta un cambio manuale a quattro rapporti e il contagiri. Nell'anno in oggetto, in particolare, fu ridisegnato il tettuccio dei modelli. Le versioni hardtop due porte ebbero in dotazione un lunotto rettangolare e un tettuccio più squadrato che poteva essere ricoperto da un rivestimento di vinile. La familiare fu dotata di un tettuccio che era orizzontale e che quindi non era più spiovente nella parte posteriore come sui modelli precedenti. Inoltre, quest'ultima versione possedeva installato di serie un portapacchi. Della familiare erano disponibili due versioni che si differenziavano per il numero massimo di passeggeri trasportabili: la prima era in grado di ospitare sei passeggeri su due file di sedili e possedeva un portellone posteriore incernierato inferiormente, mentre la seconda versione, che era opzionale, poteva trasportare fino a otto passeggeri su tre file di sedili ed era provvista di una quinta portiera montata lateralmente. Nel 1966, la Classic uscì però di produzione a causa della scelta, da parte della AMC, di rinominare i propri modelli.

## La produzione all'estero
Argentina

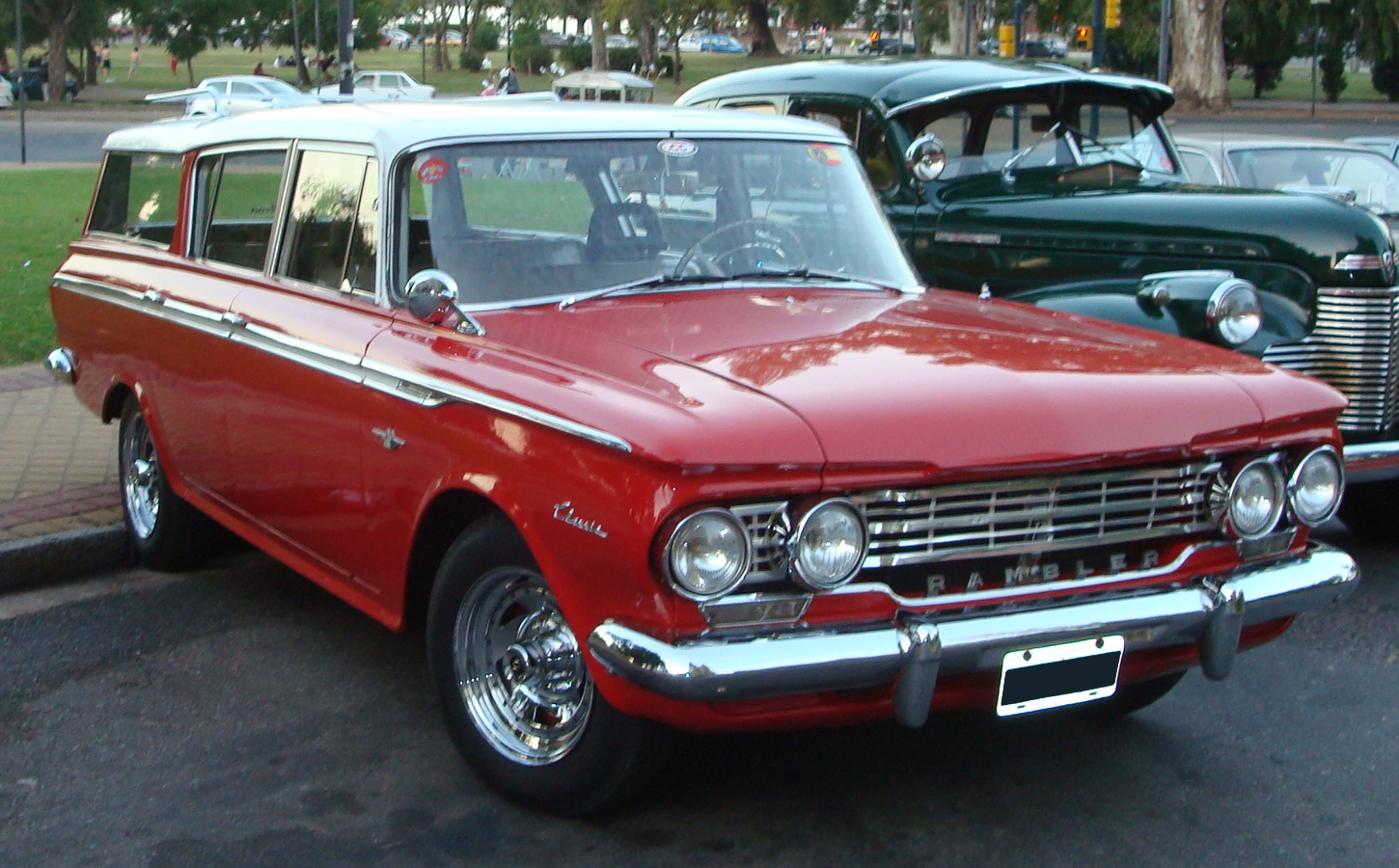
IKA Rambler argentina

La Classic, oltre che negli Stati Uniti, fu prodotta anche all'estero. In Argentina venne assemblata a Cordoba dalla Industrias Kaiser Argentina (IKA) dal 1962 al 1971. Tutti i modelli erano forniti di un motore monoalbero a sei cilindri in linea da 3,77 L. Nel 1963, il modello più venduto in Argentina fu la IKA Rambler.
Australia e Nuova Zelanda

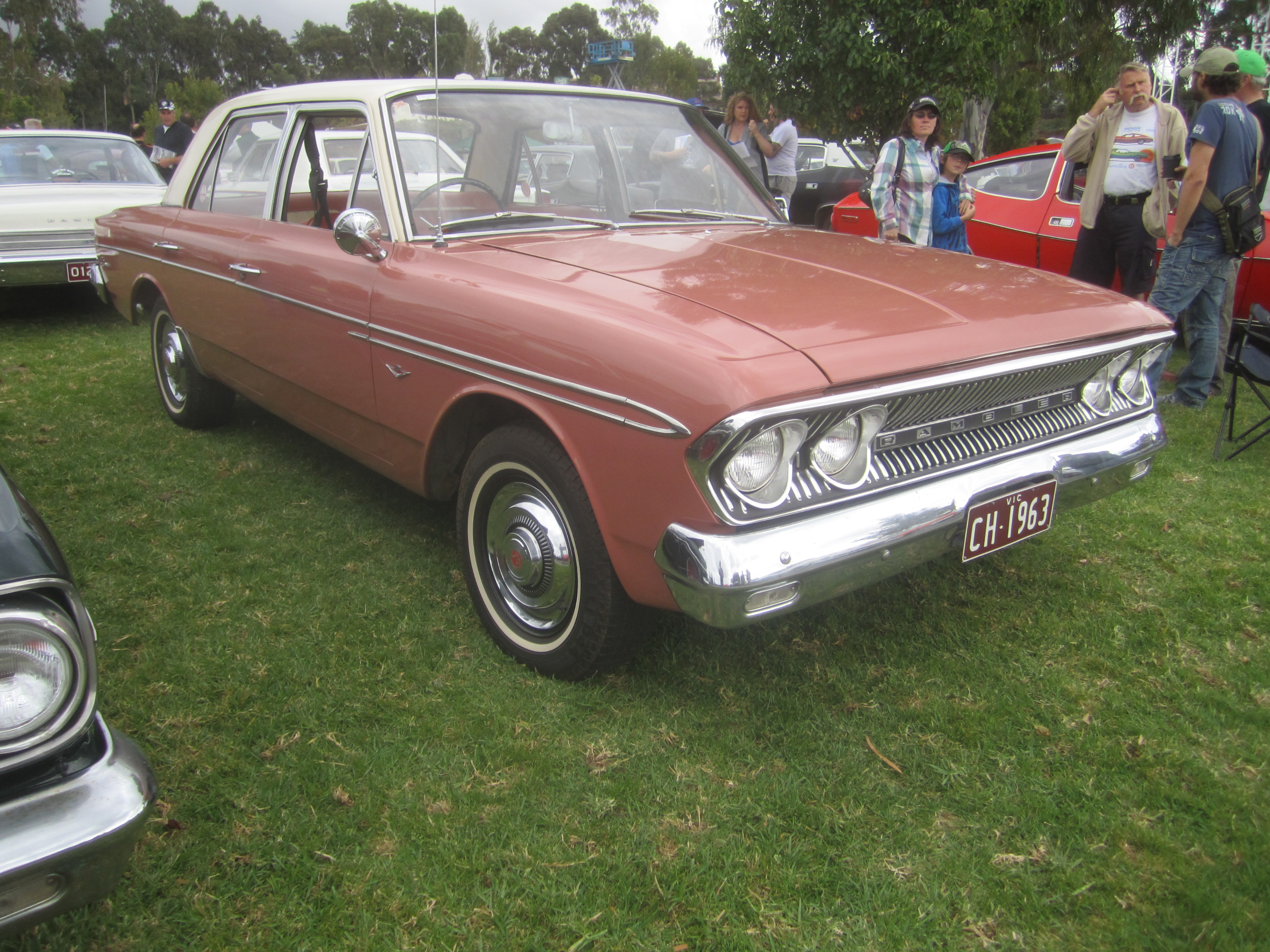
Rambler Classic australiana

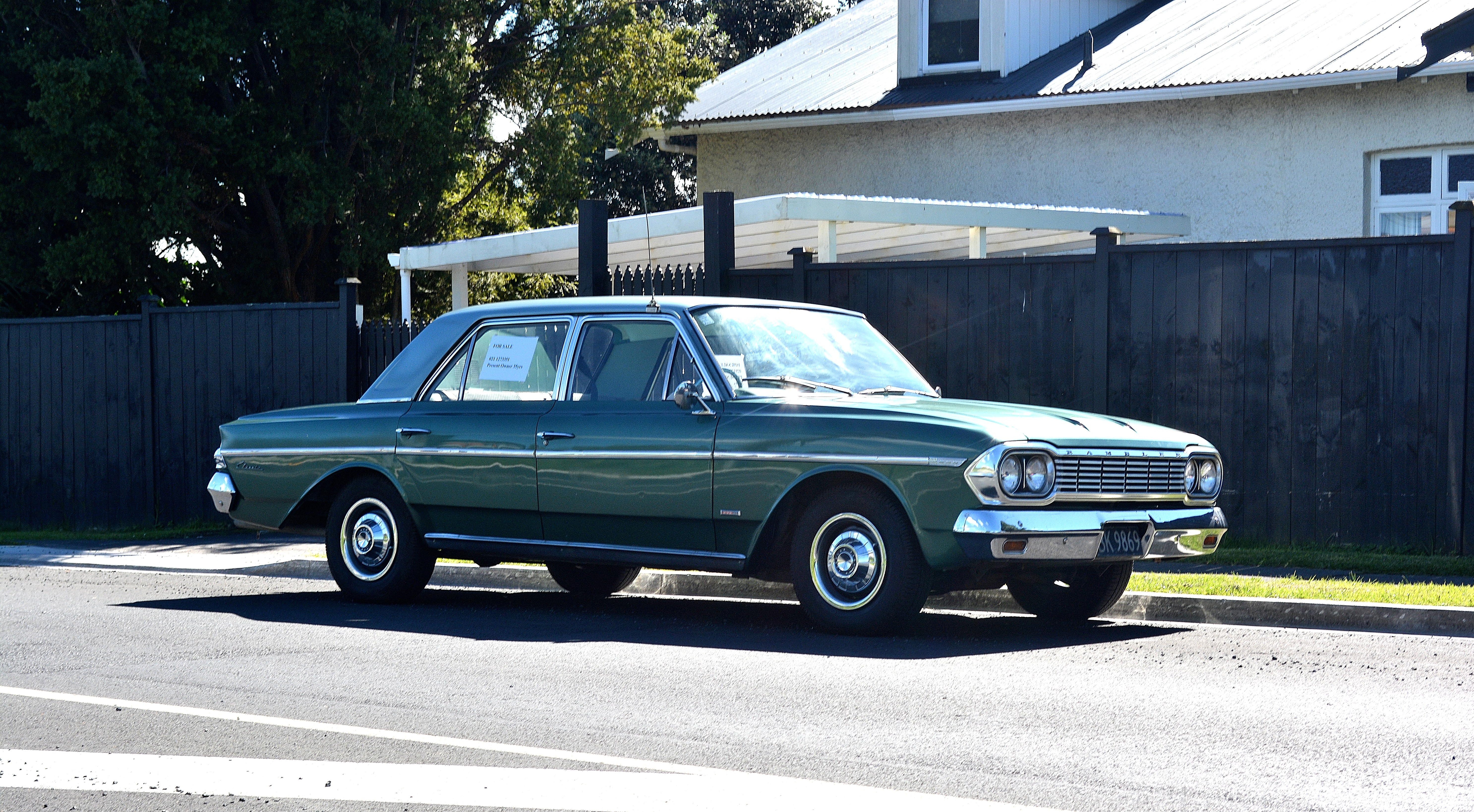
Rambler Classic neozelandese

La Rambler Classic fu prodotta anche in Australia e Nuova Zelanda. Le vetture però erano preassemblate negli Stati Uniti e venivano poi spedite in Oceania per essere completate. Essendo commercializzate in Australia e Nuova Zelanda, queste Classic avevano la guida a destra e possedevano alcune caratteristiche specifiche che le rendevano adatte a questi mercati. Ad esempio, avevano gli indicatori di direzione posteriori color ambra per essere conformi alle regole sulla sicurezza dei due paesi. Queste vetture erano identiche alla terza generazione di Classic venduta negli Stati Uniti.
Costa Rica
In Costa Rica la Classic venne assemblata tramite complete knock down da ECASA dal 1964.
Europa

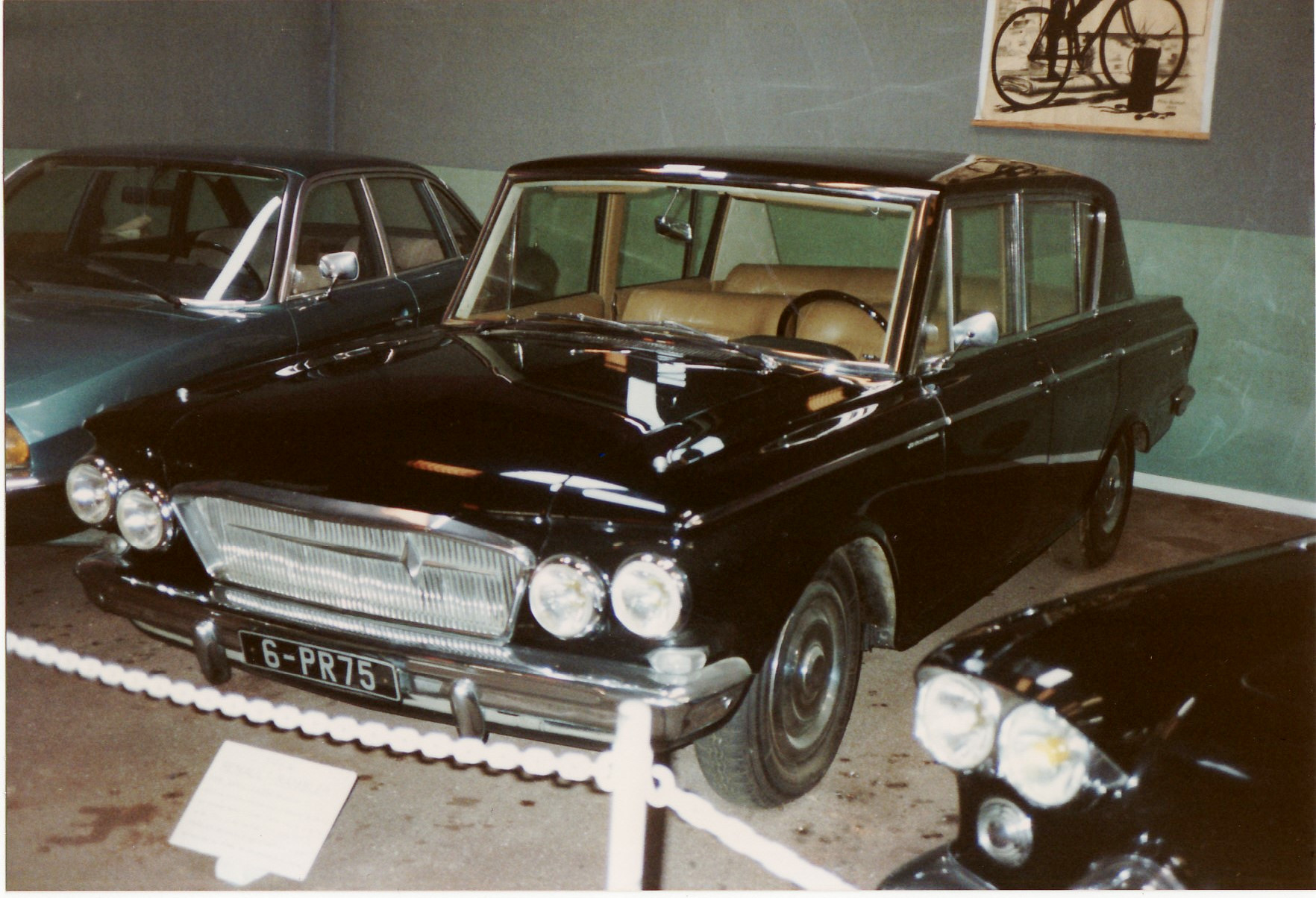
Renault Rambler

In Europa la Classic venne assemblata tramite complete knock down nello stabilimento Renault di Bruxelles e venduta tramite i concessionari del citato marchio francese in Algeria, Austria, Belgio, Francia, Paesi Bassi e Lussemburgo. La Renault, infatti, non aveva a disposizione nella propria gamma un'ammiraglia e quindi decise di riempire la lacuna vendendo la Classic, che sui mercati citati fu commercializzata come Renault Rambler, tra il 1962 e il 1967.
Messico
La Classic fu assemblata anche in Messico dal 1963 al 1967 dalla Vehiculos Automotores Mexicanos (VAM). Questo modello fu abbastanza simile negli allestimenti all'omologa vettura commercializzata negli Stati Uniti.